# Martin Gray (golfer)

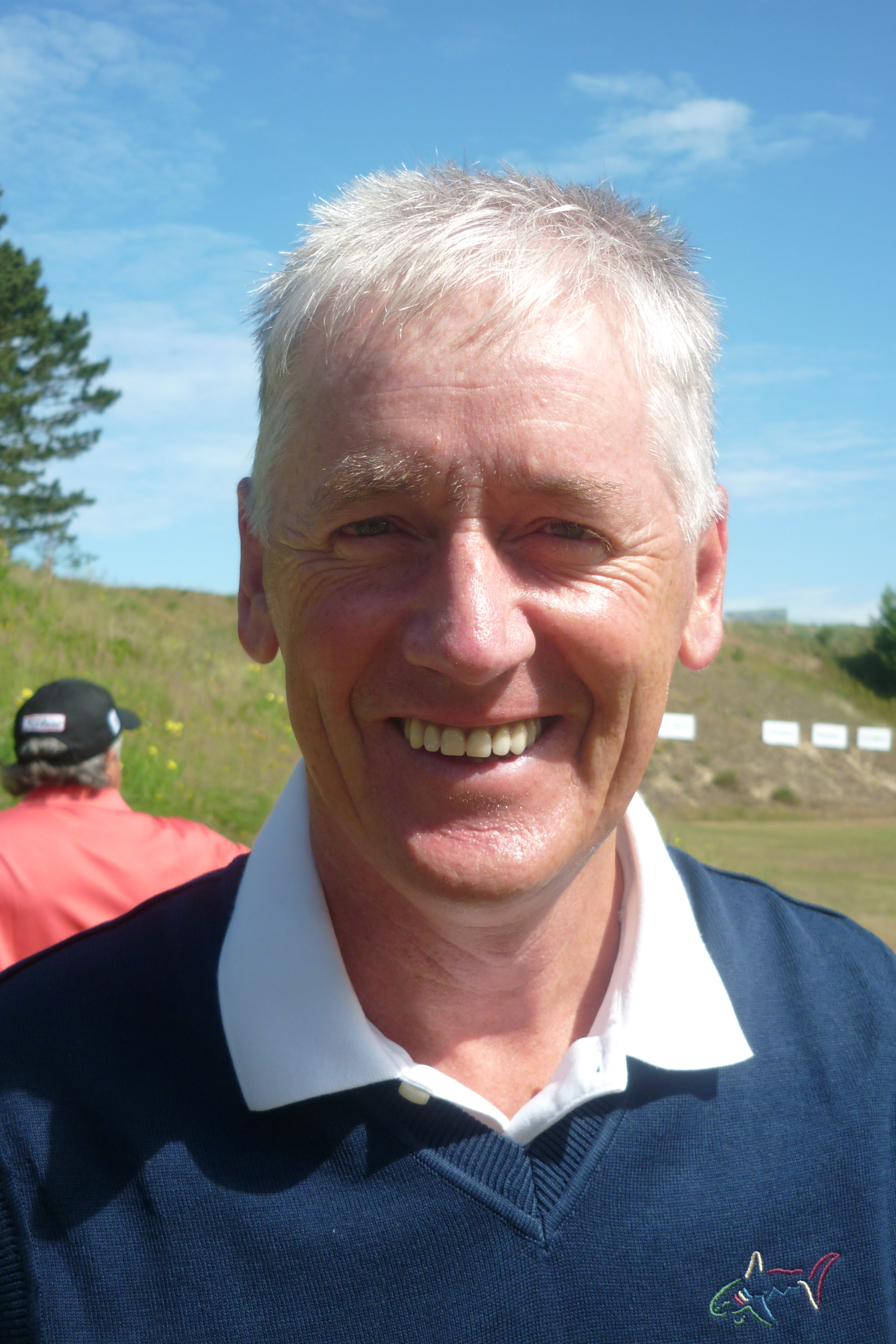

Martin Gray (Glasgow, 12 januari 1952) is een professioneel golfer uit Schotland. Hij woont in Ladybank en is verbonden aan de Ladybank Golf Club. 
Martin Gray werd in 1972 professional. Hij speelt sinds 2002 op de Europese Senior Tour.
In zijn rookie-jaar werd hij gedeeld tweede bij het Charles Church Scottish Seniors Open. In 2003 werd hij tweede op het AIB Irish Seniors Open. In 2005 leek het erop dat hij The Mobile Cup zou winnen, maar Giuseppe Cali maakte een birdie op de laatste hole. Eind 2008 stond hij op de 30ste plaats van de Order of Merit.

In 2009 werd darmkanker geconstateerd. In 2010 speelt hij weer.

## Teams
- PGA Cup: 1983, 1986, 1988.